# Vindsjön
Vindsjön är en sjö i Österåkers kommun i Uppland och ingår i Åkerströms huvudavrinningsområde.